# خطوط أركيا
أركياع واسمها القانوني خطوط أركياع الجوية الإسرائيلية المحدودة (بالعبرية: ארקיע קווי תעופה ישראליים בע"מ) هي شركة طيران إسرائيلية. يقع مقرها الرئيسي في تل أبيب. تُعد أركياع شركة الطيران الثالثة كُبرًا في إسرائيل بعد إل عال ويسرائير، مع أسطول مكون من خمس طائرات. تقوم أركياع برحلات يومية من مطار بن غوريون إلى مطار رامون في إيلات والعكس.

## الوجهات
تُسيّر أركياع رحلات طيران داخلية من مطار بن غوريون إلى إيلات والعكس، ورحلات طيران دولية إلى أوروبا والقوقاز والخليج العربي وإفريقيا.
داخلي:
- إسرائيل: مطار بن غوريون، إيلات

دولي:
- النمسا: زالتسبورغ

- إيطاليا: روما

- الإمارات العربية المتحدة: دبي

- هولندا: أمستردام

- اليونان: أثينا، كوس، كورفو، رودس، هيراكليون، ميكونوس، بروزة

- بلغاريا: بورغاس

- البوسنة والهرسك: سراييفو
- جورجيا: تبليسي، باتومي
- ألمانيا: برلين، كولونيا
- المجر: بودابست
- تنزانيا: زنجبار
- الجبل الأسود: تيفات
- إسبانيا: برشلونة
- صربيا: بلغراد
- جمهورية التشيك: براغ
- قبرص: لارنكا، بافوس
- رومانيا: بوخارست

## الأسطول
جميع الطائرات في الأسطول هي مملوكة بالكامل لشركة أركياع. تستأجر أركياع طائرات من شركة إل عال في أيام السبت والأعياد. اعتبارًا من سبتمبر 2022 يبلغ عدد الطائرة خمسة وهي:
| الطائرة                  | كمية | سعة الركاب | صور الطائرات وأرقام تسجيلها                                                | ملاحظات |
| ------------------------ | ---- | ---------- | -------------------------------------------------------------------------- | --- |
| إيرباص إيه 321 نيو إل أر | 2    | 220 مقعد   | - 4X-AGH "إيهود منور" - 4X-AGK "شايكي أوفير"                               | وصلت طائرة 4X-AGH "إيهود منور" إلى أركياع في 13 نوفمبر 2018 ، وهي الطائرة الأولى من طراز A321LR تدخل الخدمة. وصلت طائرة 4X-AGK "شايكي أوفير" إلى الشركة في 20 ديسمبر 2018 . |
| إمبراير إي 195           | 3    | 122        | - 4X-EMA "دافيد بن غوريون" - 4X-EMF "أريك أينشتين" - 4X-EMF "شوشانة ذماري" | طائرة EMA هي الأولى التي تدخل الخدمة في هذه السلسلة، في يونيو 2011 . دخلت طائرة EMC الخدمة في يونيو 2016 . وصلت طائرة EMF الشركة في ديسمبر 2017 .                           |